# فانی کادئو
فانی کادئو (انگلیسی: Fanny Cadeo؛ زادهٔ ۱۱ سپتامبر ۱۹۷۰) شوگرل، مدل، خواننده و مجری تلویزیونی اهل ایتالیا است. او برای اولین بار موفق شد در سال ۱۹۹۲ به عنوان شوگرل در یک شو ظاهر شود و دوسال در این جایگاه باقی ماند.